# The Moment You Believe
The Moment You Believe è il primo singolo estratto dal quarto album di Melanie C, This Time.
Il brano è stato pubblicato in due date diverse ad esclusione dell'Italia, Inghilterra, Danimarca e Lettonia, in cui il primo singolo pubblicato è stato I Want Candy. La prima data è il 16 marzo 2007 per la Germania, l'Austria e la Svizzera mentre il 21 marzo è stato pubblicato nel resto del mondo. Si tratta di una ballad, scritta dalla stessa cantante insieme a Peter-John Vettese, che ne ha curato anche la produzione, ed è stata usata per lo spot pubblicitario del programma Nur die Liebe zählt nella tv tedesca.
Il singolo ha avuto un discreto successo in tutta Europa e in particolar modo in Spagna, dove è rimasta per due settimane sulla vetta della classifica dei singoli più venduti.
Il singolo è stato realizzato in due versioni: un semplice singolo a due tracce per la Svizzera e un maxi singolo per il resto dei paesi dove è stato pubblicato, contenente varie tracce tra cui la b-side Fragile, che nei paesi in cui è uscito I Want Candy come primo singolo è stata pubblicata come b-side del singolo successivo, Carolyna.

## Il video
Il video è stato girato agli Ealing Studios il giorno dopo le riprese del singolo parallelo, I Want Candy. È stato diretto da Tim Royes e la sua premier è stata eseguita il 23 febbraio 2007 sulla rete televisiva VIVA.

## Tracce e formati

### Edizione svizzera
- "The Moment You Believe"
- "Fragile"

### Maxi singolo europeo
- "The Moment You Believe"
- "Fragile"
- "The Moment You Believe" (Attraction mix)
- "The Moment You Believe" (Instrumental)
- "The Moment You Believe" (Piano/vocal mix)

## Classifiche
| Paese    | Posizione massima |
| -------- | ----------------- |
| Spagna   | 1                 |
| Svizzera | 14                |
| Svezia   | 18                |
| Austria  | 28                |